# Vasikkasaari (ö i Finland, Kymmenedalen, Kouvola, lat 61,13, long 26,99)
Vasikkasaari är en ö i Finland. Den ligger i sjön Naarajärvi och i kommunen Kouvola i den ekonomiska regionen  Kouvola ekonomiska region  och landskapet Kymmenedalen, i den södra delen av landet, 150 km nordost om huvudstaden Helsingfors. Öns area är 0,4 hektar och dess största längd är 100 meter i sydöst-nordvästlig riktning.